# 헤비급 (종합격투기)
헤비급(heavyweight)은 일반적으로 93 ~ 120 kg (205 ~ 265 lb)의 체중을 가리킨다.

## 설명
라이트헤비급과 슈퍼헤비급 사이의 체급을 말한다. 라이트헤비급과 헤비급 사이에 크루저급을 두는 단체도 있다. 낮은 체급에서는 체급 이름이나 몸무게 제한이 단체별로 달라 애매한 것과는 달리, 헤비급은 대체적으로 동일하다. UFC나 KOTC 같은 대부분의 북미 종합격투기 단체에서 93 ~ 120 kg 을 헤비급이라 하고 있다. 일반적으로 미국 네바다주 체육 위원회의 규정에 따라 헤비급(93 ~ 120 kg) 위에 슈퍼헤비급(120 ~ 제한없음 kg)을 두고 있지만, 대한민국이나 일본 등 아시아의 단체들은 이를 구분하지 않고 무제한급을 두고 있다. 무제한급은 체중 제한 자체가 없어서 93 kg 미만 선수와 그 이상의 훨씬 무거운 선수가 대결하기도 하지만, 대체적으로 100 kg 이상 대의 선수들이 대결하고 있어, 대한민국이나 일본 등 아시아 단체들은 헤비급을 슈퍼헤비급까지 포함한 체급으로 여기고 있으며, 이를 무제한급이라고 부르는 추세이다.  네바다주 체육 위원회가 정한 헤비급 체중 상한은 265 lb (120.2 kg)이다.

## 프로페셔널 챔피언
2018년 1월 18일 기준 표입니다.

### 현재 챔피언
| 단체        | 벨트 획득일      | 챔피언            | 기록             | 방어 횟수 |
| ----------- | ---------------- | ----------------- | ---------------- | --------- |
| 로드 FC     | 2016년 9월 24일  | 마이티 모         | 12-5 (9KO 3SUB)  | 2         |
| UFC         | 2023년 3월 4일   | 존 존스           | 27-1 (10KO)      | 0         |
| PFL         | 2015년 6월 5일   | 블라고이 이바노프 | 15-1 (6KO 6SUB)  | 3         |
| 원 챔피언십 | 2015년 12월 11일 | 브랜든 베라       | 15-7 (10KO 1SUB) | 1         |

## 같이 보기
- 로드 FC 챔피언 목록

## 참조
1. ↑  “World Victory Road announces Sengoku weight classes to adhere to unified rules”. 《mmajunkie.com》 (영어). 2012년 7월 20일에 원본 문서에서 보존된 문서. 2012년 2월 19일에 확인함.
2. ↑  “Nevada Revised Statutes: CHAPTER 467 - UNARMED COMBAT”. 《http://www.leg.state.nv.us》 (영어). 2007년 2월 20일에 확인함. |work=에 외부 링크가 있음 (도움말)